# Лазарос Христодулопулос
Лазарос Христодулопулос (грец. Λάζαρος Χριστοδουλόπουλος, нар. 19 грудня 1986, Салоніки) — грецький футболіст, півзахисник клубу «Аріс» (Салоніки). У складі національної збірної Греції був учасником чемпіонату світу 2014 року.
Перший в історії гравець, що виступав за всі клуби «Великої четвірки» грецького футболу — АЕК, «Панатінаїкос», ПАОК і «Олімпіакос».

## Клубна кар'єра
У дорослому футболі дебютував 2004 року виступами за команду клубу ПАОК, в якій провів чотири сезони, взявши участь у 57 матчах чемпіонату.
Своєю грою за цю команду привернув увагу представників тренерського штабу «Панатінаїкоса», до складу якого приєднався 2008 року. Відіграв за клуб з Афін наступні п'ять сезонів своєї ігрової кар'єри. За цей час виборов титул чемпіона Греції.

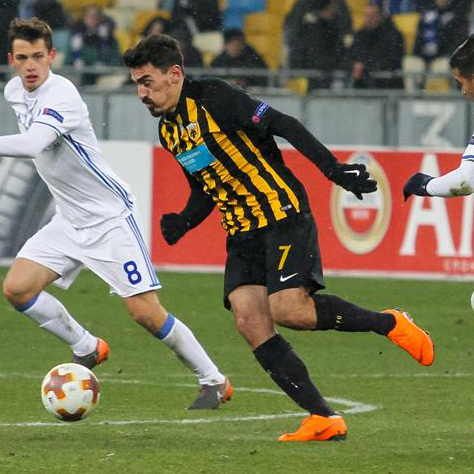
Лазарос під час виступів за АЕК. 2018 рік.

До італійської «Болоньї» перейшов 2013 року. Відіграв за неї півтора сезони, після чого продовжив виступи в Італії — відіграв по одному сезону за «Верону» і «Сампдорію».
2016 року повернувся на батьківщину, уклавши контракт за схемою «2+1» з клубом АЕК. В сезоні 2017/18 допоміг команді здобути перемогу у Грецькій Суперлізі.
У травні 2018 року був в епіцентрі скандалу, пов'язаного з продовженням контракту з АЕК — клуб наполягав, що Христодулопулос має провести третій рік у його складі відповідно до вже укладеного договору, натомість гравець заявляв, що третій рік був лише опцією в контракті, скористатися якою він не зацікавлений, і тому може вільно змінити клуб.
Після розв'язання юридичної суперечки уклав влітку 2018 року дворічний контракт з «Олімпіакосом», ставши таким чином першим в історії гравцем, що виступав за всі клуби «Великої четвірки» грецького футболу — АЕК, «Панатінаїкос», ПАОК і «Олімпіакос». Тим не менш через постійні травми гравець не зумів стати основним у пірейському клубі.
У сезоні 2020/21 Христодулопулос грав за «Атромітос», після чого перебрався на Кіпр і наступні півтора роки захищав кольори «Анортосіса».
У лютому 2023 року повернувся на батьківщину і перейшов в «Аріс» (Салоніки).

## Виступи за збірні
2004 року дебютував у складі юнацької збірної Греції, взяв участь у 5 іграх на юнацькому рівні, відзначившись 2 забитими голами.
Протягом 2004—2005 років залучався до складу молодіжної збірної Греції. На молодіжному рівні зіграв у 17 офіційних матчах, забив 7 голів.
5 лютого 2008 року дебютував в офіційних іграх у складі національної збірної Греції в товариському матчі проти збірної Чехії (1:0). У її складі був учасником фінальної частини чемпіонату світу 2014 року, де взяв участь у двох матчах своєї команди.
Загалом за збірну Лазарос провів 35 ігор і забив один гол — 7 червня 2013 року у матчі відбіркового етапу до чемпіонату світу 2014 року проти збірної Литви (1:0).
| Дата       | Місто          | Господарі            | Результат               | Гості             | Турнір                               | Голи | Примітки |
| ---------- | -------------- | -------------------- | ----------------------- | ----------------- | ------------------------------------ | ---- | -------- |
| 05/02/2008 | Нікосія        | Греція               | 1 – 0                   | Чехія             | товариський матч                     | -    | 63'      |
| 19/05/2008 | Патри          | Греція               | 2 – 0                   | Кіпр              | товариський матч                     | -    | 64'      |
| 03/03/2010 | Волос          | Греція               | 0 – 2                   | Сенегал           | товариський матч                     | -    | 66'      |
| 17/11/2010 | Відень         | Австрія              | 1 – 2                   | Греція            | товариський матч                     | -    | 85'      |
| 04/06/2011 | Пірей          | Греція               | 3 – 1                   | Мальта            | Відбір до ЧЄ 2012                    | -    | 79'      |
| 07/06/2011 | Нью-Йорк       | Еквадор              | 1 – 1                   | Греція            | товариський матч                     | -    | 63'      |
| 29/02/2012 | Іракліон       | Греція               | 1 – 1                   | Бельгія           | товариський матч                     | -    | 64'      |
| 15/08/2012 | Осло           | Норвегія             | 2 – 3                   | Греція            | товариський матч                     | -    | 69'      |
| 22/03/2013 | Зеніца         | Боснія і Герцеговина | 3 – 1                   | Греція            | Відбір до ЧС 2014                    | -    | 73'      |
| 07/06/2013 | Вільнюс        | Литва                | 0 – 1                   | Греція            | Відбір до ЧС 2014                    | 1    |          |
| 14/08/2013 | Зальцбург      | Австрія              | 0 – 2                   | Греція            | товариський матч                     | -    | 84'      |
| 06/09/2013 | Вадуц          | Ліхтенштейн          | 0 – 1                   | Греція            | Відбір до ЧС 2014                    | -    | 83'      |
| 10/09/2013 | Афіни          | Греція               | 1 – 0                   | Латвія            | Відбір до ЧС 2014                    | -    | 64'      |
| 11/10/2013 | Афіни          | Греція               | 1 – 0                   | Словаччина        | Відбір до ЧС 2014                    | -    | 58'      |
| 15/10/2013 | Афіни          | Греція               | 2 – 0                   | Ліхтенштейн       | Відбір до ЧС 2014                    | -    | 70'      |
| 5-3-2014   | Афіни          | Греція               | 0 – 2                   | Південна Корея    | товариський матч                     | -    | 46'      |
| 31-5-2014  | Оейраш         | Португалія           | 0 – 0                   | Греція            | товариський матч                     | -    | 86'      |
| 3-6-2014   | Честер (місто) | Нігерія              | 0 – 0                   | Греція            | товариський матч                     | -    | 80'      |
| 6-6-2014   | Гаррісон       | Болівія              | 1 – 2                   | Греція            | товариський матч                     | -    | 78'      |
| 24-6-2014  | Форталеза      | Греція               | 2 – 1                   | Кот-д'Івуар       | ЧС 2014 - 1-й етап                   | -    |          |
| 29-6-2014  | Ресіфі         | Коста-Рика           | 1 – 1 д.ч. (6 - 4 п.п.) | Греція            | ЧС 2014 - 1/8 фіналу                 | -    |          |
| 7-9-2014   | Афіни          | Греція               | 0 – 1                   | Румунія           | Відбір до ЧЄ 2016                    | -    | 65'      |
| 14-11-2014 | Афіни          | Греція               | 0 – 1                   | Фарерські острови | Відбір до ЧЄ 2016                    | -    |          |
| 18-11-2014 | Афіни          | Греція               | 0 – 2                   | Сербія            | товариський матч                     | -    | 90'      |
| 29-3-2015  | Будапешт       | Угорщина             | 0 – 0                   | Греція            | Відбір до ЧЄ 2016                    | -    | 69'      |
| 13-6-2015  | Торсгавн       | Фарерські острови    | 2 – 1                   | Греція            | Відбір до ЧЄ 2016                    | -    | 46'      |
| 4-6-2016   | Сідней         | Австралія            | 1 – 0                   | Греція            | товариський матч                     | -    | 46'      |
| 8-6-2016   | Сідней         | Австралія            | 1 – 2                   | Греція            | товариський матч                     | -    | 65'      |
| 10-10-2017 | Афіни          | Греція               | 4 – 0                   | Гібралтар         | Відбір до ЧС 2018                    | -    | 74'      |
| 12-11-2017 | Афіни          | Греція               | 0 – 0                   | Хорватія          | Відбір до ЧС 2018                    | -    | 59'      |
| 23-3-2018  | Афіни          | Греція               | 0 – 1                   | Швейцарія         | товариський матч                     | -    | 63'      |
| 27-3-2018  | Цюрих          | Єгипет               | 0 – 1                   | Греція            | товариський матч                     | -    | 64'      |
| 11-9-2018  | Будапешт       | Угорщина             | 2 – 1                   | Греція            | Ліга націй УЄФА 2018-2019 - 1-й етап | -    |          |
| 12-10-2018 | Афіни          | Греція               | 1 – 0                   | Угорщина          | Ліга націй УЄФА 2018-2019 - 1-й етап | -    | 85'      |
| 15-10-2018 | Гельсінкі      | Фінляндія            | 2 – 0                   | Греція            | Ліга націй УЄФА 2018-2019 - 1-й етап | -    | 55'      |
| Усього     |                | Матчів               | 35                      |                   | Голів                                | 1    |          |

## Титули і досягнення
- Чемпіон Греції (2):

«Панатінаїкос»: 2009–10
АЕК: 2017–18
- Володар Кубка Греції (1):

«Панатінаїкос»: 2009–10